# Ein ungarischer Nabob
Ein ungarischer Nabob  (ungarisch Originaltitel Egy magyar nábob) ist ein Roman des ungarischen Schriftstellers Maurus Jókai. Es handelt sich um ein Frühwerk des Autors. Die erste ungarische Ausgabe erschien im Jahre 1853. Die erste deutsche Übersetzung fertigte Adolf Dux. Diese erste deutsche Ausgabe erschien im Jahre 1856 im Verlag von Gustav Emich in Pest.

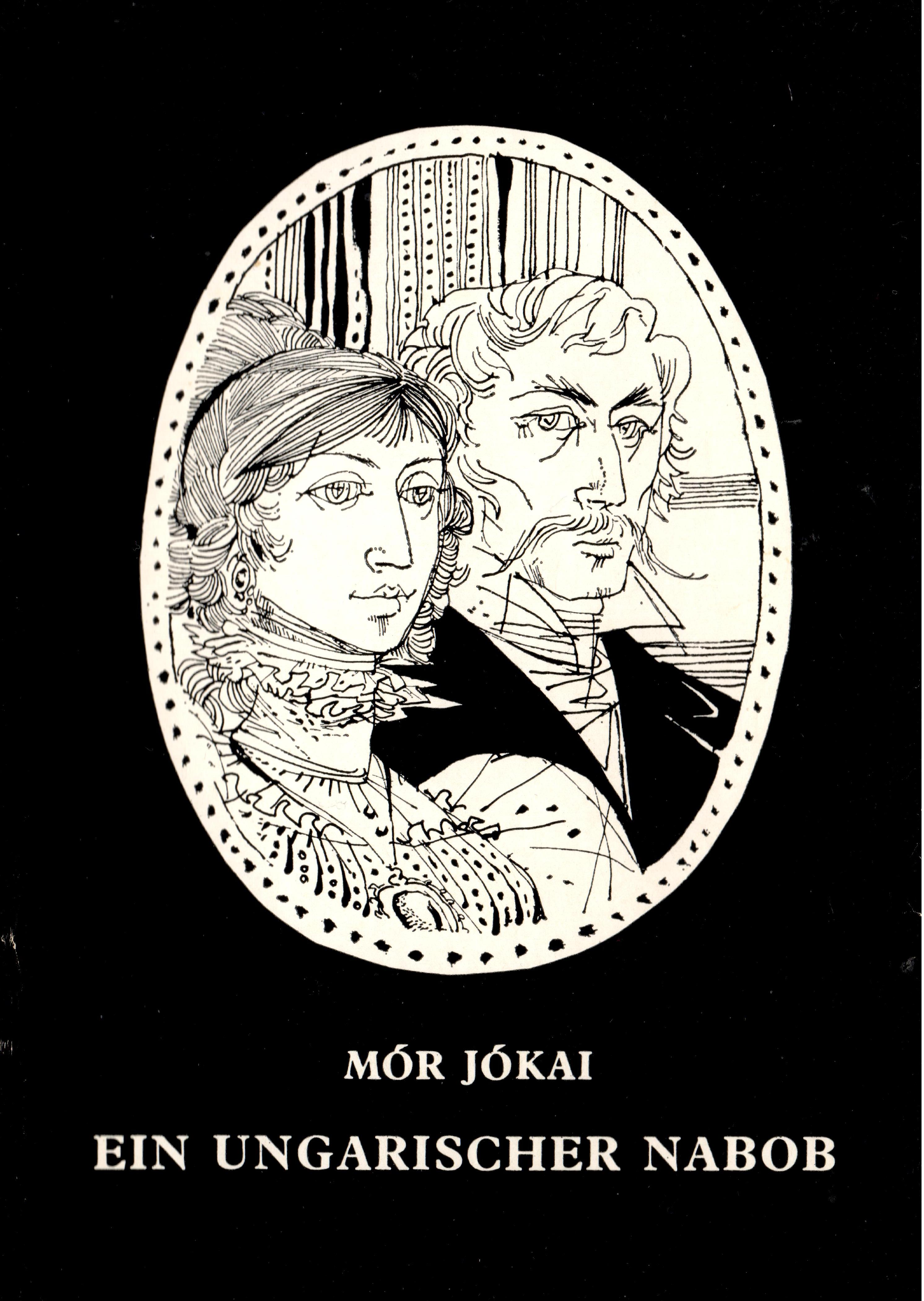
Deutsche Ausgabe des Romans. Corvina Verlag Budapest, 1976

## Entstehungsgeschichte
Im Jahre 1853 schloss eine ungarische Tageszeitung mit dem jungen Maurus Jókai einen Vertrag über die Abfassung eines Romans, der in Fortsetzungen in dieser Zeitung erscheinen sollte. Die ungarische Originalversion wurde fertig und erschien unter dem Titel Egy Magyar nábob ["Ein ungarischer Nabob"] noch im selben Jahr in Buchform in Pest. Den ersten Impuls zum Thema des Romans erhielt Jókai aus der Erzählung seiner Frau Róza Laborfalvi, wie er im Vorwort einer Ausgabe des Buchs, das bei der 'Franklin Gesellschaft' erschienen ist, selbst berichtet.
Ein ungarischer Nabob gehört zu den Frühwerken Jókais, er zählt jedoch zu den originellsten und besten Werken seiner zahlreichen Romane. Der Roman ist von Anfang bis zum Ende spannend und beschreibt treffend und ohne zu übertreiben das gesellschaftliche Milieu Ungarns in der ersten Hälfte des 19. Jahrhunderts. Auch in der Gegenwart gehört er zu den meistgelesenen Romanen des Autors.

## Inhalt
In einunddreißig Kapiteln des Romans beschreibt Jókai das Leben der Aristokratie, des Bürgertums und der Bauern in der ersten Hälfte des 19. Jahrhunderts in Königreich Ungarn. Die Handlung ist anekdotisch aufgebaut und führt in die 1920er und 1930er Jahre, also in eine Zeit als Ungarn anfing sich aus einem rückständischen, 'pußtaromantischen' Zustand zu einem zeitgemäßen Land zu entwickeln. Diese Periode wird in der ungarischen Historiographie als das Reformzeitalter bezeichnet. Zu Beginn der Handlung dominieren orientalisch anmutende Sonderlinge, wie eine der Hauptfiguren des Romans – der alte Graf János Kárpáthy – das Geschehen. Er ist der "ungarische Nabob", unermesslich reich und er führt auf seinen riesigen Landbesitz ein leichtsinniges nahezu barbarisches Leben, das ausschließlich aus Saufgelagen mit seinen gleichgesinnten Kumpanen und 'Weibergeschichten' mit z. T. zweifelhaften – jedoch willigen – Frauen aber auch mit von ihm hörigen Bäuerinnen, die er häufig gegen ihren Willen missbraucht. Da der alternde János Kárpáthy nicht verheiratet ist, macht sich sein in Paris lebender snobistischer Neffe Abelino Kárpáthy Hoffnungen auf das Erbe des Nabobs. Abelino ist ebenfalls ein Freund extravaganter Leidenschaften, in Paris verschwendet er zuerst sein eigenes Vermögen, gerät in Schulden und versucht nun an das Vermögen seines Onkels heranzukommen. Es wird das leichtsinnige Leben mancher ungarischer Grafen geschildert, die nur ihren eigenen Vergnügungen leben. Der Leser bekommt einen Einblick in das Pariser Theaterleben und den exklusiven Kreis der internationalen Lebewelt.
Weiter wird anekdotisch die Geschichte der anrüchigen und übel beleumdeten Familie Mayer in Preßburg geschildert, von der der Weg der jüngsten Tochter Fanny abzweigt und in die Ehe mit dem alten Nabob führt. Es wird der Aufstieg eines Bürgermädchens geschildert, das gesellschaftlich aus kleinen Verhältnissen in den Kreis der höchsten Aristokratie aufsteigt. Ausführlich werden ihre geheime jedoch unerfüllte Liebe, gleichzeitig ihre Treue zu ihren angetrauten Ehemann, ihre Mutterschaft sowie ihr trauriger Tod beschrieben.

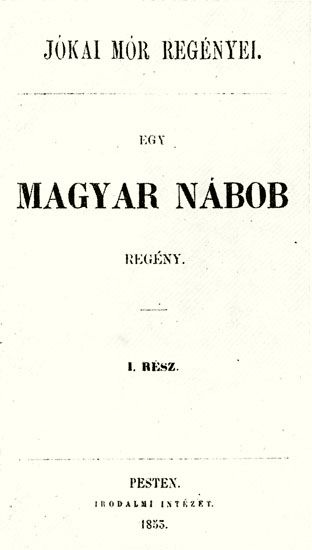
Ungarische Erstausgabe aus dem Jahre 1853

Durch die Ehe mit Fanny Mayer wird der alternde János Kárpáthy zu einem anderen Menschen. Er beginnt sich wieder um seine Ländereien und seine Wirtschaft zu kümmern. Durch die Geburt eines Sohnes, welchem er auf den Namen Zoltán taufen lässt, scheint das Glück des alten Herrn János vollkommen zu sein. Sein Glück wird jedoch durch einen schweren Schicksalsschlag beeinträchtigt. Die tragikumworbene Ehe endet abrupt, die von ihm so verehrte und geliebte Fanny stirbt kurz nach der Geburt des Kindes. János Karpáthy ist untröstlich, er verliert die Lust am Leben. Kurze Zeit nach der Beerdigung seiner Frau Fanny mach Herr János in Anwesenheit von Zeugen sein Testament; danach legt er die Beichte ab und lässt sich das Heilige Abendmahl reichen. Er stirbt noch in derselben Nacht.
Testamentarisch setzt Herr János seinen Sohn Zoltán als Alleinerben des Majorats und seines riesigen Vermögens ein. Als Vormund des minderjährigen Kindes bestimmt er seinen Freund und Gutsnachbarn, den Grafen Rudolf Szentirmay und dessen Frau Flóra. Rudolf Szentirmay wird im Roman als ungarischer Patriot geschildert, ein Freund der Reformen, welcher in der Gefolgschaft des größten Reformers Ungarns, István Széchenyi steht. In seinem Testament spricht János Kárpathy den Wunsch aus: Es ist mein sehnlichster Wunsch, dass das Land, in dem die Gebeine meiner Ahnen ruhen und in dem ich selbst auch bald ruhen werde, blühe und gedeihe. Die Nation, der ich angehören durfte, möge dank den folgenden besseren und klügeren Generationen einen würdigen Platz unter den kultivierten Nationen einnehmen.
Zoltán, der verwaiste Sohn von János Kárpáthy wird liebevoll von Graf Rudolf Szentirmay und dessen Ehefrau Flóra aufgenommen und innerhalb der Familie großgezogen. Dessen weiteres Schicksal wird in dem gleichnamigen Folgeroman 'Zoltán Kárpáthy', der im Jahre 1854 erschienen ist, beschrieben.

## Film
Der Roman Ein ungarischer Nabob wurde im Jahre 1966 unter der Regie von Zoltán Várkonyi verfilmt. Der Film hat den deutschen Titel Die Fehde der Geier. Die Hauptrollen spielten Iván Darvas, Zoltán Latinovits und Ferenc Bessenyei. Von der 'Ungarischen Kunstakademie' [ung. Magyar Művészeti Akadémia ] wurde der Film auf Platz 15 der besten Schöpfungen der ungarischen Filmgeschichte eingeordnet.